# Nompatelize
Nompatelize é uma comuna francesa na região administrativa de Grande Leste, no departamento de Vosges. Estende-se por uma área de 6,91 km². Em 2010 a comuna tinha 564 habitantes (densidade: 81,6 hab./km²).